# منتخب كولومبيا لكرة الطائرة للسيدات
منتخب كولومبيا الوطني لكرة الطائرة للسيدات (بالإسبانية: Selección femenina de voleibol de Colombia)‏ هو ممثل كولومبيا الرسمي في المنافسات الدولية في كرة طائرة للسيدات.